# فلو جينارو
فلو جينارو (بالإسبانية: Flo Gennaro)‏ هي عارضة أرجنتينية، ولدت في 9 يناير 1991 في الأرجنتين.

## روابط خارجية
- فلو جينارو على موقع دليل عارضات الأزياء (الإنجليزية)